# Entosphenus tridentatus
Entosphenus tridentatus is een kaakloze vissensoort uit de familie van de prikken (Petromyzontidae). De wetenschappelijke naam van de soort is voor het eerst geldig gepubliceerd in 1836 door Richardson.